# Avaaz
Avaaz is een online campagnenetwerk gevestigd in de Verenigde Staten, opgericht in 2007. De organisatie promoot wereldwijd activisme en richt zich onder meer op klimaatverandering, dierenrechten, corruptie, armoede, politieke conflicten en oorlogen. The Guardian beschouwt het als 's werelds grootste en machtigste online activistennetwerk. De organisatie zet online petities op om politieke druk uit te oefenen. Ze wordt politiek beschouwd als progressief.
In 2014 wierf de organisatie ruim twee miljoen stemmen voor een protestmars in New York tegen de opwarming van de Aarde. In Parijs plakten ze in 2015 duizenden protestposters op tegen het internationale klimaatbeleid.
Avaaz heeft sinds 2009 geen donaties geaccepteerd van stichtingen en bedrijven. Tevens accepteert het geen bedragen hoger dan $5.000. Het functioneert op basis van de gulheid van individuen. De organisatie heeft 30 miljoen leden.
In de presidentsverkiezingen van 2016 nam de organisatie een actieve positie in tegen Donald Trump. Door de organisatie zelf werd om die reden na Trumps verkiezing gevreesd dat ze in hun werkzaamheden beperkt zouden worden zodra hij als president zou aantreden.